# Канюк Юрій Михайлович
Юрій Михайлович Канюк (5 травня 1994, Межиріччя нині Шептицького району — 21 жовтня 2024, Торецьк) — український письменник, теолог, історик, учасник Російсько-української війни.

## Біографічні дані
Юрій Канюк народився в сім'ї Михайла (*1971) та Надії (*1972) Канюків у селі Межиріччя тодішнього Сокальського району. У 2001—2009 роках навчався в Межирічанській середній загальноосвітній школі, а далі — в Сілецькій загальноосвітній школи I—III ступенів імені Івана Климіва-Легенди, яку закінчив у 2011-му. Цього ж року став послушником Крехівський монастир святого Миколая Отців Василіян. Згодом вступив до Василіянського інституту філософсько-богословських студій імені Йосифа Велямина Рутського в Брюховичах, будучи братом Чину Святого Василія Великого. Навчався також у Теологічному інституті імені святого Йосифа Більчевського в Брюховичах — філіалі теологічного факультету Люблінського католицького університету імені Івана Павла II. У цьому університеті здобув ступінь магістра богослов'я. Ще під час навчання був репетитором з історії України.
Юрій Канюк жив у Львові. Обіймав посаду директора Львівської катехитичної школи святого Йосафата при церкві святого Андрія. Викладав історію, у вільний час писав художні твори. 2018 року вийшов його «Лист зоряної порожнечі» — книжка думок і почуттів, поезія в прозі. Про цей твір сам автор сказав на презентації 1 листопада 2018 року у Львівській обласній бібліотеці для юнацтва імені Романа Іваничука:

| Переді мною постала екзистенційна таємниця. Вся неповторність буття і глибина відкрилась у тому, що я вчусь просто бути. Ти відшукаєш слід сенсу життя. Ти нарешті прочитаєш свій лист зоряної порожнечі[2]... |
З літа 2024 року Юрій Канюк — учасник Російсько-української війни. Служив оператором взводу протитанкових ракетних комплексів у військовій частині А7028 (100-та окрема механізована бригада Сухопутних військ ЗСУ). Загинув 21 жовтня, під час бойових дій біля Торецька. 31 жовтня відбувся чин похорону спершу в Гарнізонному храмі святих Петра і Павла у Львові, а тоді — в церкві святого Василія Великого, що в Межиріччі. Юрія Канюка поховали того самого дня в рідному селі.